# Monarchia asburgica
Monarchia asburgica è un termine storiografico convenzionale per designare l'insieme degli Stati governati dal ramo austriaco della Casa d'Asburgo e poi dalla Casa d'Asburgo-Lorena, sia interni che esterni al Sacro Romano Impero. Diversamente dalla corona imperiale - assegnata tramite elezione e cinta quasi ininterrottamente dagli Asburgo tra il 1438 e la fine dell'Impero nel 1806 - la sovranità sugli Stati che componevano la monarchia asburgica si trasmetteva per via ereditaria. In italiano spesso ci si riferisce a tale unione personale di Stati utilizzando la sineddoche Austria, poiché l'Arciducato d'Austria e la sua capitale Vienna ne rappresentavano il centro politico.

## Descrizione
La monarchia si sviluppò dalle terre ereditarie degli Asburgo (per lo più le moderne Austria e Slovenia), accumulate dal 1278. Di un vero e proprio impero asburgico si può parlare dal sedicesimo secolo, quando Carlo V d'Asburgo, arciduca d'Austria e Imperatore, ereditò Paesi Bassi e Spagna, mentre suo fratello minore l'arciduca Ferdinando, fu poi eletto re di Boemia e di Ungheria a seguito della morte di Luigi II, il re di questi due Paesi, caduto in battaglia contro i turchi alla battaglia di Mohács. 
Da quel momento la monarchia crebbe fino al livello in cui poteva governare su larga parte dell'Europa centrale, costituendo così uno dei più lampanti esempi di monarchia composita, costituita da territori tra loro non contigui territorialmente. Nel 1804 l'imperatore Francesco II, presagendo il prossimo scioglimento del Sacro Romano Impero, per non perdere il titolo di imperatore fuse gli Stati della monarchia asburgica nell'Impero austriaco, che nel 1867 si trasformò nell'Impero austro-ungarico, caduto nel 1919.

## Origini

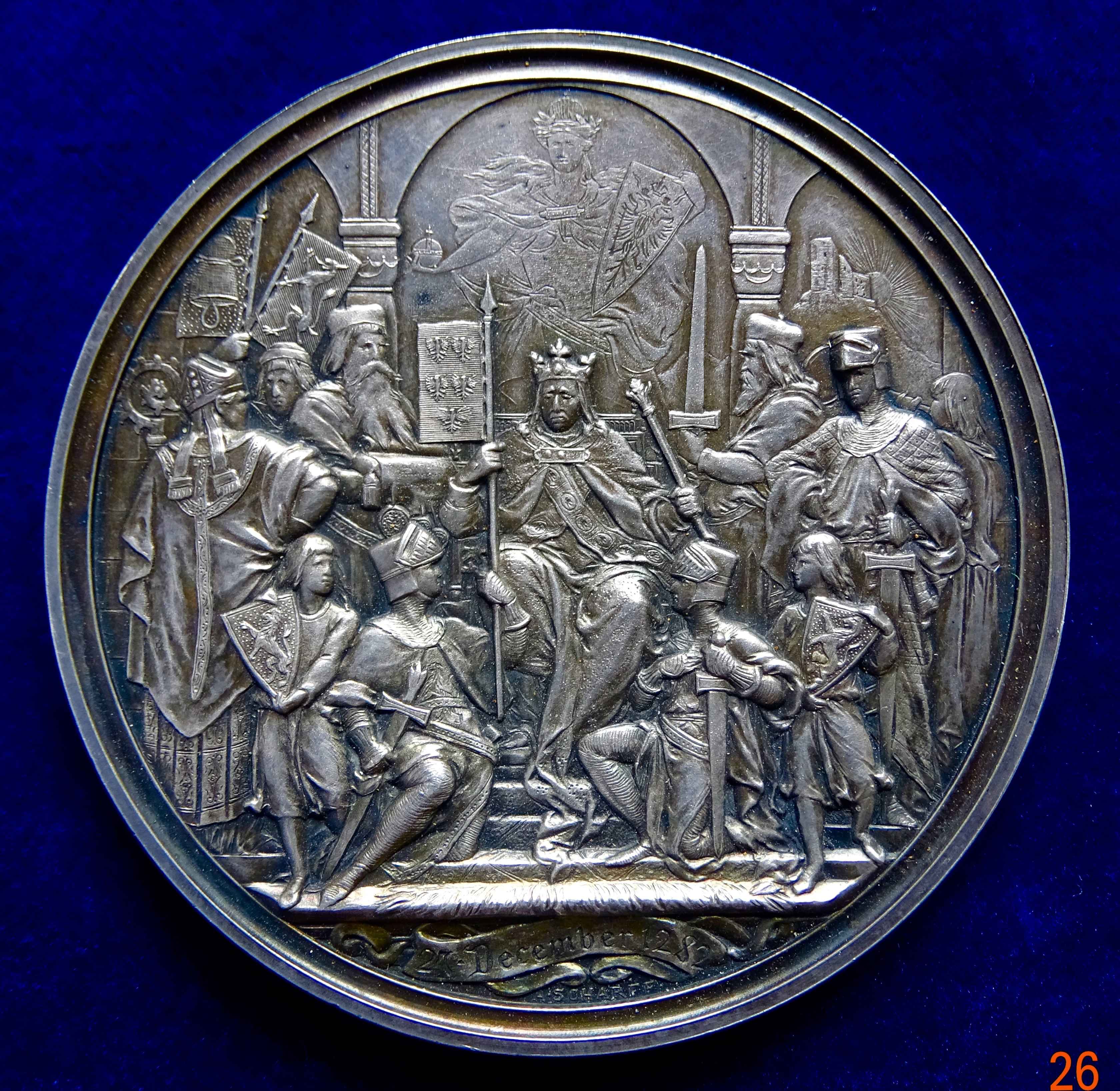
Rovescio di una medaglia argentea coniata nel 1882 per il secentenario della monarchia asburgica

La casa d'Asburgo prese il nome dal suo dominio originario, il castello di Habsburg nell'attuale Svizzera: nel 1279 essa ottenne il dominio sul ducato d'Austria, parte del Regno di Germania nel Sacro Romano Impero. Rodolfo I d'Asburgo, re di Germania, assegnò il ducato ai suoi figli nella dieta di Augusta del 1282: da quel momento la dinastia fu anche nota come casa d'Austria. Tra il 1438 e il 1806, con poche eccezioni, l'esponente della dinastia regnante in Austria fu eletto imperatore del Sacro Romano Impero.
La dinastia acquisì ulteriore importanza grazie alla politica matrimoniale perseguita da Massimiliano I (1493-1519): egli sposò Maria di Borgogna, acquisendo così i Paesi Bassi borgognoni; loro figlio Filippo sposò Giovanna di Castiglia. Il figlio di Filippo e Giovanna, Carlo, ereditò i Paesi Bassi borgognoni nel 1506, il trono di Spagna nel 1516 e l'Arciducato d'Austria nel 1519, anno in cui fu eletto imperatore come Carlo V succedendo al nonno paterno Massimiliano.
L'impero asburgico era a questo punto così vasto che Carlo dovette compiere lunghi viaggi all'interno dei suoi domini e nominare reggenti per i vari reami, come sua moglie Isabella del Portogallo in Spagna e sua zia Margherita d'Austria nei Paesi Bassi. Alla dieta di Worms del 1521, Carlo nominò suo fratello minore Ferdinando arciduca d'Austria e reggente delle terre ereditarie austriache. Nel 1526 inoltre Ferdinando fu eletto re di Boemia e Ungheria a causa della morte di suo cognato Luigi II d'Ungheria e Boemia alla battaglia di Mohács contro gli Ottomani.
Nel 1556 Carlo V decise di abdicare e dividere i suoi domini: cedette a Ferdinando l'Austria e la corona imperiale (ratificando quanto deciso già nell'elezione imperiale del 1531), mentre lasciò al proprio figlio Filippo i domini spagnoli. Questo ramo della famiglia, gli Asburgo di Spagna, si estinse nel 1700.

## Compendio
Tra XVII e XVIII secolo, si diffuse il termine latino monarchia austriaca per designare l'insieme dei territori asburgici.

### Terminologia
- Monarchia asburgica (in tedesco Habsburgermonarchie): era il nome non ufficiale, ma molto diffuso, dei vari Stati governati in unione personale dagli Asburgo d'Austria, entità priva di statuto unitario e di nome ufficiale finché esistette il Sacro Romano Impero;
- Impero austriaco (in tedesco Kaisertum Österreich): dalla fine del Sacro Romano Impero nel 1804 fino al Compromesso del 1867;
- Monarchia austro-ungarica (in tedesco Österreichisch-Ungarische Monarchie): dal Compromesso del 1867 fino alla fine dell'impero nel 1918;
- Terre della corona (in tedesco Kronländer, 1849-1918), nome collettivo per indicare l'insieme delle terre costituenti gli Imperi austriaco (1849-1867) e austro-ungarico (1867-1918).

Nomi di alcuni territori interni alla Monarchia asburgica:
- Terre austriache (in tedesco Österreichische Länder), ovvero le terre dell'Arciducato d'Austria che andarono a formare la Repubblica austriaca in seguito all'abdicazione dell'ultimo imperatore, Carlo I d'Austria (12 novembre 1918);
- Terre ereditarie (in tedesco Erblande o Erbländer), ovvero i territori originari austriaci degli Asburgo, più la Carniola, dunque con l'esclusione delle acquisizioni successive ai primi anni del XVI secolo.

### Territori
Anche se i territori governati dagli Asburgo cambiarono nel corso dei secoli, il nucleo principale consistette sempre di tre blocchi territoriali (dei quali solo i primi due ricadenti all'interno dei confini del Sacro Romano Impero).
- Le Terre ereditarie, corrispondenti alla gran parte delle attuali Austria e Slovenia, oltre a porzioni delle attuali Italia e Germania:[1]

| Macro-regione        | Stato                                                           | Capitale                                  | Periodo   | Mappa | Emblema |
| -------------------- | --------------------------------------------------------------- | ----------------------------------------- | --------- | ----- | ------- |
| Arciducato d'Austria | Arciducato d'Austria al di sotto dell'Enns (Bassa Austria)      | Vienna                                    | 1278-1918 |       |         |
| Arciducato d'Austria | Arciducato d'Austria al di sopra dell'Enns (Alta Austria)       | Linz                                      | 1278-1918 |       |         |
| Austria Interiore    | Ducato di Stiria                                                | Graz                                      | 1282-1918 |       |         |
| Austria Interiore    | Ducato di Carinzia                                              | Klagenfurt                                | 1335-1918 |       |         |
| Austria Interiore    | Ducato di Carniola                                              | Lubiana                                   | 1335-1918 |       |         |
| Austria Interiore    | Città immediata imperiale di Trieste                            | Trieste                                   | 1382-1918 |       |         |
| Austria Interiore    | Contea di Gorizia, poi Contea Principesca di Gorizia e Gradisca | Gorizia                                   | 1500-1918 |       |         |
| Austria Interiore    | Margraviato d'Istria                                            | Pisino                                    | 1814-1918 |       |         |
| Austria Anteriore    | Vorarlberg                                                      | Bregenz                                   | 1278-1918 |       |         |
| Austria Anteriore    | Contea del Tirolo                                               | Innsbruck                                 | 1815-1918 |       |         |
| Austria Anteriore    | Vorlände                                                        | Ensisheim, dal 1648 Friburgo in Brisgovia | 1278-1805 |       | —       |
| Ducato di Salisburgo | Ducato di Salisburgo                                            | Salisburgo                                | 1816-1918 |       |         |

- Le Terre della Corona boema (che dopo il Compromesso del 1867 continuarono a dipendere dal governo di Vienna):

| Stato                                                                           | Capitale             | Periodo   | Mappa | Emblema |
| ------------------------------------------------------------------------------- | -------------------- | --------- | ----- | ------- |
| Regno di Boemia                                                                 | Praga                | 1526-1918 |       |         |
| Margraviato di Moravia                                                          | Olomouc, poi Brno    | 1526-1918 |       |         |
| Ducati della Slesia (1526-1742) poi Ducato dell'Alta e Bassa Slesia (1742-1918) | Breslavia, poi Opava | 1526-1918 |       |         |
| Ducati della Slesia (1526-1742) poi Ducato dell'Alta e Bassa Slesia (1742-1918) | Breslavia, poi Opava | 1526-1918 |       |         |
| Margraviato dell'Alta Lusazia                                                   | Lübben               | 1526-1635 |       |         |
| Margraviato della Bassa Lusazia                                                 | Bautzen              | 1526-1635 |       |         |

- Il Regno d'Ungheria e i territori ad esso connessi, formanti le Terre della Corona di Santo Stefano (che rimasero al di fuori del Sacro Romano Impero ed ebbero un governo separato dopo il 1867):

| Stato                                 | Stato                                  | Capitale                  | Periodo   | Mappa | Emblema |
| ------------------------------------- | -------------------------------------- | ------------------------- | --------- | ----- | ------- |
| Regno d'Ungheria                      | Regno d'Ungheria                       | Presburgo, poi Buda       | 1526-1918 |       |         |
| Regno di Croazia                      | Regno di Croazia e Slavonia (dal 1868) | Zagabria                  | 1527-1918 |       |         |
| Regno di Slavonia                     | Regno di Croazia e Slavonia (dal 1868) | Osijek                    | 1699-1918 |       |         |
| Città e distretto di Fiume            | Città e distretto di Fiume             | Fiume                     | 1526-1918 |       |         |
| Gran Principato di Transilvania       | Gran Principato di Transilvania        | Hermannstadt, Klausenburg | 1711-1867 |       |         |
| Banato di Temeswar                    | Banato di Temeswar                     | Temeswar                  | 1718-1778 |       |         |
| Voivodato di Serbia e Banato di Temes | Voivodato di Serbia e Banato di Temes  | Temes                     | 1849-1860 |       |         |

Nel corso della storia furono sotto il dominio austriaco anche queste terre, esterne ai tre blocchi precedenti:
| Stato                        | Capitale                                | Periodo   | Note | Mappa | Emblema |
| ---------------------------- | --------------------------------------- | --------- | --- | ----- | ------- |
| Frontiera militare           | —                                       | 1553-1882 | Non si trattava di uno Stato in senso stretto: era la zona balcanica di confine con l'Impero ottomano, sottoposta ad amministrazione militare. |       | —       |
| Ducato di Mantova            | Mantova                                 | 1707-1797 | Rivendicato come feudo imperiale dopo la decadenza dei Gonzaga per fellonia; dopo il 1713 accorpato al Ducato di Milano |       |         |
| Ducato di Milano             | Milano                                  | 1713-1797 | Ceduti dalla Spagna con la pace di Rastatt, perduti con il trattato di Campoformio |       |         |
| Paesi Bassi austriaci        | Bruxelles                               | 1713-1797 | Ceduti dalla Spagna con la pace di Rastatt, perduti con il trattato di Campoformio |       |         |
| Regno di Sardegna            | Cagliari                                | 1713-1720 | Ceduto dalla Spagna con la pace di Rastatt; trasferito a Vittorio Amedeo II di Savoia in cambio della Sicilia col trattato dell'Aia |       |         |
| Regno di Napoli              | Napoli                                  | 1713-1735 | Ceduto dalla Spagna con la pace di Rastatt, perduto a seguito della conquista borbonica delle Due Sicilie |       |         |
| Oltenia                      | Craiova                                 | 1718-1737 | Nota anche come banato di Severin; ceduta dall'Impero ottomano con la pace di Passarowitz, poi ceduta alla Valacchia |       |         |
| Regno di Serbia              | Belgrado                                | 1718-1739 | Regno costituito da territori serbi ceduti dall'Impero ottomano con la pace di Passarowitz, fu poi soppresso ed aggregato alla frontiera militare |       |         |
| Regno di Sicilia             | Palermo                                 | 1720-1735 | Ottenuto in cambio della Sardegna con il trattato dell'Aia, perduto a seguito della conquista borbonica delle Due Sicilie |       |         |
| Regno di Galizia e Lodomiria | Lemberg                                 | 1772-1918 | Regno costituito da territori ottenuti con la prima spartizione della Polonia |       |         |
| Ducato di Bucovina           | Czernowitz                              | 1775-1918 | Ducato costituito da territori ceduti dal Principato di Moldavia |       |         |
| Provincia Veneta             | Venezia                                 | 1798-1805 | Ottenuta con il trattato di Campoformio; persa in seguito al trattato di Presburgo |       |         |
| Regno Lombardo-Veneto        | Milano (1815-1859), Venezia (1859-1866) | 1815-1866 | Regno creato in seguito alla Restaurazione e al congresso di Vienna: la Lombardia fu ceduta al Regno di Sardegna con l'armistizio di Villafranca, il resto del regno (Mantova, Veneto e Friuli) fu ottenuto dal Regno d'Italia col trattato di Vienna |       |         |
| Regno di Dalmazia            | Zara                                    | 1815-1918 | Regno creato in seguito alla Restaurazione e al congresso di Vienna |       |         |
| Bosnia ed Erzegovina         | Sarajevo                                | 1878-1918 | Occupata su autorizzazione del congresso di Berlino, era una amministrazione condivisa da parte di Austria e Ungheria tramite il Ministero delle finanze congiunto; annessa direttamente nel 1908 (cfr. crisi bosniaca)                               |       |         |

### Caratteristiche
I vari possedimenti degli Asburgo non formarono mai una singola entità statale, perché ogni provincia fu governata secondo le sue particolari consuetudini. Fino alla metà del XVII secolo non tutte le province erano governate dalla stessa persona, ma membri più giovani della famiglia avevano il potere in alcune porzioni delle terre ereditarie che venivano considerate come appannaggio personale. Con Maria Teresa ci furono tentativi di centralizzazione e specialmente con il figlio Giuseppe II nella metà del XVIII secolo; molte di queste teorie furono però poi rigettate a causa della resistenza popolare originata dalle riforme radicali di Giuseppe. Una politica di centralizzazione non fu mai tuttavia abbandonata, anche durante il periodo rivoluzionario e nel periodo di Metternich che seguì.
Dopo le grandi rivoluzioni del 1848 nel 1849 ebbe inizio un tentativo di centralizzazione ancora maggiore. Per la prima volta i ministri cercarono di trasformare la monarchia in uno Stato centralizzato governato da Vienna. Il Regno d'Ungheria in particolare cessò di esistere come entità separata e fu diviso in una serie di distretti. Dopo la sconfitta asburgica nelle guerre del 1859 e 1866 questa politica fu abbandonata e, dopo anni di sperimentazione nei primi anni sessanta del XIX secolo, fu raggiunto il famoso Ausgleich (o "compromesso" del 1867), con il quale fu istituita la doppia monarchia dell'Austria-Ungheria. In questo sistema fu conferita la sovranità e un Parlamento al Regno d'Ungheria, che rimaneva legato all'Austria solo con l'unione personale e con la politica di unione militare e politica. Nonostante le terre asburgiche non ungheresi ricevettero il loro Parlamento centrale (il Reichsrat , o "Consiglio imperiale") e i ministri, il loro nome ufficiale – Il regno e le terre rappresentate nel Consiglio imperiale – mostra che non raggiunsero mai uno status di Stato unitario. Quando la Bosnia e l'Erzegovina furono annesse (dopo un lungo periodo di occupazione e amministrazione), non furono incorporate in nessuna delle due metà della monarchia, ma furono governate dal Ministero delle finanze congiunto.
L'Austria-Ungheria cadde sotto il peso dei molti problemi etnici non risolti che scoppiarono con la sconfitta nella prima guerra mondiale. Negli accordi di pace che seguirono furono ceduti alla Romania e all'Italia molti territori austriaci e furono create le nuove repubbliche di Austria (composta dai territori tedeschi delle terre ereditarie) e di Ungheria (composta dal nucleo magiaro del vecchio regno); le terre rimanenti furono spartite tra i nuovi Stati della Polonia, Regno dei Serbi, Croati e Sloveni (in seguito Jugoslavia) e Cecoslovacchia.

## Territori asburgici esterni alla Monarchia asburgica
La "Monarchia asburgica" come finora delineata nell'articolo non deve essere confusa con altri territori da essa distinti, su cui in varie epoche regnarono altri rami della casa d'Asburgo.
- Gli Asburgo di Spagna, discendenti da Carlo V attraverso Filippo II, regnarono sul Regno di Spagna e sui relativi possedimenti dal 1516 sino alla loro estinzione nel 1700.
- Gli Asburgo-Lorena di Toscana regnarono sul Granducato di Toscana dal 1765 al 1801 e nuovamente dal 1814 al 1859. Durante l'esilio dalla Toscana questa dinastia regnò sul Granducato di Salisburgo dal 1803 al 1805 e sul Granducato di Würzburg dal 1805 al 1814.
- Gli Asburgo-Este regnarono sui Vorlände dal 1803 al 1805 e sul Ducato di Modena e Reggio dal 1814 al 1859.
- Maria Luisa d'Asburgo-Lorena, seconda moglie di Napoleone, regnò sul Ducato di Parma e Piacenza dal 1814 al 1847: il dominio le fu affidato a titolo vitalizio dal congresso di Vienna, con la condizione che alla sua morte tornasse ai Borbone di Parma.
- Massimiliano d'Asburgo-Lorena, fratello dell'imperatore Francesco Giuseppe, fu imperatore del Messico dal 1864 al 1867.

## Capi della monarchia asburgica dal 1556 al 1919
- Ferdinando I (1556-1564)
- Massimiliano II (1564-1576)
- Rodolfo II (1576-1612)
- Mattia (1612-1619)
- Ferdinando II (1619-1637)
- Ferdinando III (1637-1657)
- Leopoldo I (1657-1705)
- Giuseppe I (1705-1711)
- Carlo VI (1711-1740)
- Maria Teresa (1740-1780)
- Giuseppe II (1780-1790)
- Leopoldo II (1790-1792)
- Francesco II/I (1792-1835) (nel 1804 divenne Francesco I, imperatore d'Austria con il nome di Francesco I a causa dell'inizio della nuova numerazione e cessò di essere Francesco II, imperatore del Sacro Romano Impero nel 1806)
- Ferdinando I (1835-1848)
- Francesco Giuseppe I (1848-1916) (dal 1866 divenne imperatore d'Austria-Ungheria)
- Carlo I (1916-1919)

## Organizzazione della politica preunitaria (1559-1804)
Fino al 1804, anno della nascita dell'Impero austriaco, i territori dello Stato Asburgico furono sempre formalmente indipendenti, anche se de facto la monarchia fu gestita come uno stato federale. Al vertice dello Stato vi era l'Imperatore, che riconosceva come autorità superiore solo e solamente quella divina. L'Imperatore aveva come potere la nomina, seppur su proposta, di tutti i funzionari dello stato, e il licenziamento dei funzionari stessi, oltre che il potere di veto su qualsiasi legge. 
In ognuno degli stati dell'Impero era presente un Governatore, affiancato da un Consiglio Supremo guidato dal Ministro Plenipotenziario.
Fin dall'inizio del XVII secolo la Monarchia possedeva un governo centrale, con sede a Vienna. Il governo centrale era diviso in sei Consigli Imperiali:
- Consiglio degli Affari Esteri, con funzioni nella politica estera, con a capo il Ministro degli Esteri.
- Camera delle Finanze, con poteri nella riscossione delle tasse e nella gestione della finanza pubblica, con a capo un Presidente.
- Consiglio degli Affari Interni, con funzioni negli affari interni e in quelli religiosi, con a capo il Ciambellano.
- Consiglio Aulico, massima autorità giudiziaria e Corte Suprema, con a capo un Presidente.
- Consiglio di Guerra, massima autorità militare e comando supremo dell'Esercito, composto da Feldmarescialli e guidato da un Presidente.
- Consiglio della Corona, con poteri nella gestione della Corte Imperiale, composto dai Grandi Ufficiali della Corona, con a capo il Supremo Maestro.

Nel 1720 venne creato un nuovo organo più grande, il Consiglio di Stato, raggruppante tutti i membri dei precedenti consigli e con a capo il Ministro degli Esteri, ora noto come Ministro di Stato e degli Esteri, mentre il Consiglio degli Affari Esteri passò sotto la giurisdizione di un Viceministro.
Il nuovo organo doveva discutere ed approvare le decisioni dei singoli consigli.
Il primo Ministro di Stato e degli Esteri Zinzendorf fondò inoltre il Consiglio Privato (o segreto), con il compito di consigliare l'Imperatore nell'esercizio del suo diritto di veto. Il Consiglio fu il vero direttore della politica austriaca per tutto il Settecento.
Per l'organizzazione successiva consultare Impero austriaco e Impero austro-ungarico.